# 青木木米
青木木米（日语：青木 木米、あおき もくべい，1767年—1833年7月2日），日本江户时代的制瓷家。他师从奥田颖川学习陶瓷制造技术。他以仿制中国风格的瓷器艺术而闻名，包括明三彩和青瓷。他和野野村清右卫门、尾形乾山并称“京都三大陶瓷匠人”。他将制瓷技术引入日本。